# Sextus Empiricus
Sextus Empiricus (IIe et IIIe siècles apr. J.-C.) (en grec ancien : Σέξτος Ἐμπειρικός) est un philosophe sceptique et médecin de l'école de médecine antique dite « empirique », qui fut actif à la fin du IIe siècle. Il écrivait en grec, mais nous ne savons ni où il naquit (peut-être à Mytilène) ni où il fut professeur, et ignorons donc pratiquement tout de sa vie. Paradoxalement, nous avons de lui une importante quantité de textes philosophiques bien conservés (dont le contenu autobiographique est quasi nul), ce qui fait de lui sans équivoque le principal auteur sceptique de l'Antiquité ; ainsi qu'une source majeure sur les philosophes plus anciens que lui dont les œuvres ne nous sont pas parvenues. Selon Diogène Laërce, il fut chef de l'école sceptique en succédant à Ménodote de Nicomédie et son successeur fut Saturninus (mais ce dernier n'est mentionné par aucune autre source).

## Philosophie
De façon générale, Sextus Empiricus s'oppose à tous les dogmatismes (stoïcien, épicurien, aristotélicien...) mais aussi au « scepticisme » faillibiliste de la Nouvelle Académie, qu'il ne considère pas comme un réel scepticisme (contrairement au sien propre). Alors que les premiers affirment avoir trouvé la vérité et que les seconds affirment qu'elle est insaisissable, le sceptique pyrrhonien est celui qui "continue la recherche", au lieu de s'arrêter à l'une de ces conclusions ou à n'importe quelle autre.
Sextus Empiricus expose la philosophie sceptique héritée de Pyrrhon, se plaçant en cela dans la même école qu'Énésidème et Agrippa, dont il complète amplement les travaux, tout en se référant parfois à eux. Il veut atteindre la suspension du jugement (épochè) et la tranquillité de l'âme (ataraxia) en acceptant les phénomènes comme ils se présentent à lui. En effet, il ne s'agit pas de rejeter les phénomènes mais de rejeter « ce qui est dit des phénomènes », c'est-à-dire l'interprétation qu'on donne d'eux et le jugement ainsi porté sur la réalité. Ce choix de suivre les phénomènes empêche le scepticisme de Sextus d'être vulnérable à l'argument de l'apraxie (dont la formulation la plus connue est celle du stoïcien Chrysippe). Le phénomène constitue un critère d'action suffisant pour mener sa vie. Cela lui permet de proposer un conventionnalisme que l'on peut trouver déjà chez Pyrrhon (qui était prêtre alors qu'il doutait de l'existence des dieux) et dont s'inspireront Montaigne et à travers lui Pascal ; c'est d'une façon très similaire que le scepticisme de philosophes contemporains comme Wittgenstein et Willard Van Orman Quine mène à une forme de pragmatisme.
Sextus Empiricus propose donc un scepticisme à l'opposé de celui que l'on peut trouver chez les néo-académiciens, notamment Arcésilas de Pitane et Carnéade. Il condamne aussi bien que le dogmatisme leur méta-dogmatisme négatif (résultant de l'affirmation de l'impossibilité de connaître et d'affirmer, contradictoire parce qu'elle est une affirmation). Au contraire, Sextus Empiricus n'affirme rien, si ce n'est les phénomènes, c'est-à-dire les impressions, sans que celles-ci impliquent quoi que ce soit sur les qualités ou même l'existence d'un éventuel objet réel les ayant causées ; mais postuler l'existence d'un objet réel ou la vérité d'un système métaphysique n'est pas nécessaire pour agir : les impressions suffisent.

## Les dix modes de suspension du jugement
Sextus Empiricus compte dix « arguments » « par lesquels, semble-t-il, on est conduit à la suspension du jugement » :
1. « la variété des animaux » : « L'eau de mer est désagréable et même toxique aux humains qui la boivent, alors que pour les poissons elle est agréable et potable. »
2. « la différence entre les humains ». « Ainsi, ceux qui souffrent d'un ictère disent que sont jaunes les choses qui nous apparaissent blanches. »
3. « les différentes constitutions des organes des sens ». « Les sens ne sont pas d'accord entre eux, c'est obvie. Ainsi, les tableaux présentent à la vue des creux et des reliefs, alors que ce n'est pas le cas pour le toucher… C'est pourquoi nous ne serons pas en mesure de dire ce que chacune de ces choses est de par sa nature, mais il sera possible de dire chaque fois ce qu'elle paraît être. »
4. « les circonstances extérieures »". « Le même air semble froid aux vieillards et tempéré à ceux qui sont dans la force de l'âge."
5. « les positions, les distances et les lieux ». « La même rame paraît brisée dans la mer et droite en dehors. »
6. « les mélanges » : « Aucun des objets ne nous tombe sous le sens par lui-même, mais toujours avec quelque chose… Le corps plongé dans l'eau est léger, alors que dans l'air il est lourd. »
7. « la quantité et la constitution des objets ». « Le vin bu avec modération nous fortifie, mais pris en trop grande quantité il affaiblit le corps. »
8. « le relatif » : "Puisque toutes choses sont relatives, nous suspendrons notre assentiment sur la question de savoir lesquelles sont absolument et par nature… Par rapport à ce qui juge, chaque chose est relative en apparence à tel animal, à tel humain, à tel sens, et aussi à telle circonstance… »
9. « le caractère continu ou rare des rencontres » : « On estime que ce qui est rare a de la valeur. »
10. « les modes de vie, les coutumes, les lois, les croyances aux mythes et les suppositions dogmatiques ». « Le dixième mode est le plus approprié aux questions éthiques. » « Une loi est une convention écrite parmi les membres d'une communauté politique ; celui qui la transgresse est puni. » « Les Indiens s'accouplent avec des femmes en public, alors que la plupart des autres peuples pensent que cela est honteux. »

## Les cinq modes de suspension du jugement
À la suite de l'exposé concernant les 10 modes, Sextus propose un groupe de 5 modes attribué à des Sceptiques plus récents (notamment Agrippa, d'après Diogène Laërce, IX, 88).
1. Le mode du désaccord : il se base sur l'examen de dissensions indécidables concernant l'objet examiné, que ce soit dans le quotidien ou chez les philosophes.
2. Le mode de l'infini, autrement dit de la régression à l'infini dans l'argumentation ; en effet pour établir un point d'argumentation, on est renvoyé à un autre point, qui lui-même ne s'explique pas sans un autre, et ainsi de suite à l'infini.
3. Le mode du relatif (le 8e des 10 modes exposés ci-dessus, ce qui confirme l'affirmation de Sextus selon laquelle le classement et le nombre des modes peuvent varier) : l'objet apparaît tel ou tel relativement à ce qui le juge et à ce qui est observé conjointement.
4. Le mode hypothétique : lorsque les dogmatiques tiennent une hypothèse pour vraie, par simple consentement.
5. Le diallèle : c'est un cercle argumentatif où pour établir une affirmation, on se base sur une autre affirmation, qui elle-même repose sur la première.

## Œuvres
Il nous reste trois œuvres de Sextus :
- Esquisses pyrrhoniennes, parfois intitulé Hypotyposes pyrrhoniennes (Πυῤῥώνειοι ὑποτυπώσεις ou Pyrrhōneioi hypotypōseis) (3 Livres)
- Contre les professeurs (Pros mathêmatikous / Adversus Mathematicos : contre les savants) :
  - Contre les grammairiens (Livre I)
  - Contre les rhéteurs (Livre II)
  - Contre les géomètres (Livre III)
  - Contre les arithméticiens (Livre IV)
  - Contre les astrologues (Livre V)
  - Contre les musiciens (Livre VI)

- Contre les dogmatiques :
  - Contre les logiciens (Livres I-II ou Contre les professeurs livres VII-VIII)
  - Contre les physiciens (aussi intitulé Livres III-IV ou Contre les professeurs livres IX-X)
  - Contre les moralistes (aussi intitulé Livre V ou Contre les professeurs livre XI)

D'après Pierre Pellegrin, « Ce sont ces six écrits qui sont proprement regroupés sous le nom de Contre les professeurs (Pros mathêmatikous, ou, selon le calque latin souvent utilisé, Adversus Mathematicos), et il faut sans doute regretter que la mauvaise habitude ait été prise de citer sous le titre de Adversus Mathematicos ces six traités suivis de cinq livres : Contre les logiciens (en deux livres), Contre les physiciens (en deux livres) et Contre les moralistes (en un livre). Ces trois derniers ont aussi reçu l'appellation plus propre de Contre les dogmatiques. »